# Probles marginatus
Probles marginatus là một loài tò vò trong họ Ichneumonidae.